# SV Silesia Freiburg
SV Silesia Freiburg was een Duitse voetbalclub uit Freiburg in Schlesien, dat tegenwoordig het Poolse Świebodzice is.

## Geschiedenis
De club werd in 1911 opgericht en speelde vanaf 1912/13 in de hoogste klasse van de Neder-Silezische competitie, een onderdeel van de Zuidoost-Duitse voetbalbond. In 1914 werd de club kampioen van de groep Schweidnitz en plaatste zich voor de eindronde, waar ze verloren van SC Preußen Glogau. Na de Eerste Wereldoorlog eindigde de club meestal in de middenmoot.
In 1925 werd de club overgeheveld naar de nieuwe Berglandse competitie, die in twee groepen opgedeeld werd. In 1927 eindigde de club samen met SV Hirschberg eerste, maar verloor de play-off om de titel met 5-0. Twee jaar later eindigden ze opnieuw gedeeld eerste, nu samen met SV Preußen Schweidnitz, deze keer won de club de play-off wel en versloeg in de titelfinale SV Preußen Glatz. De competitie duurde echter te lang waardoor Glatz eerder al afgevaardigd werd naar de Zuidoost-Duitse eindronde. Twee jaar later werd de club laatste en moest tegen datzelfde Glatz het behoud verzekeren in de degradatie-eidnronde en won met 5-1. Twee jaar later werd de club tweede achter Waldenburger SV 09. Dit volstond nipt om zich te plaatsen voor de Bezirksliga Mittelschlesien, die ingevoerd werd als nieuwe tweede klasse onder de Gauliga Schlesien. De club speelde dus niet langer op het hoogste niveau.
De club werd voorlaatste en degradeerde na één seizoen al. Het volgende seizoen werd de club kampioen in de Kreisklasse en nam deel aan de eindronde om te promoveren, maar werd daar tweede achter SpVgg 1908 Reichenbach. Twee jaar later werd de club opnieuw kampioen en werd nu tweede in de eindronde achter SV Saarau. Na de opsplitsing van de Gauliga in 1941 ging de club in de 1. Klasse Niederschlesien spelen en werd daar laatste. In 1943 werd de club zesde, maar omdat de 1. Klasse opgeheven werd promoveerden alle clubs naar de Gauliga Niederschlesien 1943/44. De club werd vijfde op negen clubs in de groep Bergland en het laatste seizoen van de Gauliga werd niet meer gespeeld.
Na het einde van de oorlog werd Freiburg een Poolse stad. De Duitsers werden verdreven en alle Duitse voetbalclubs werden ontbonden.